# Femeia Fantastică
Wonder Woman (nume tradus în română ca Femeia Fantastică sau Femeia Minune) este o supereroină creată în 1941 pentru DC Comics de psihologul și scriitorul american William Moulton Marston și de artistul Harry G. Peter. Soția lui Marston, Elizabeth, și partenera lor de viață, Olive Byrne, sunt creditate ca fiind sursa de inspirație pentru apariția personajului.
Wonder Woman apare în benzile desenate americane publicate de DC Comics. Ea este membră fondatoare a Ligii Dreptății. Personajul a apărut pentru prima dată în All Star Comics #8, publicat pe 21 octombrie 1941, prima sa copertă fiind cea din Sensation Comics #1, din ianuarie 1942. Titlul Wonder Woman a fost publicat de DC Comics aproape continuu de atunci. În patria sa, națiunea insulară Themyscira, titulatura ei oficială este Prințesa Diana de Themyscira. Când se integrează în societatea din afara patriei sale, ea adoptă uneori identitatea civilă Diana Prince.
Personajul este o figură arhetipală în cultura populară, recunoscută în întreaga lume, în parte datorită faptului că a fost adaptat pe scară largă în televiziune, film, animație, produse de larg consum și jucării. 21 octombrie este Ziua Femeii Minune, care comemorează lansarea primei sale apariții în All Star Comics #8.  Femeia Minune a fost prezentată în diverse medii, de la radio la televiziune și film, și apare în mărfuri vândute în întreaga lume, cum ar fi îmbrăcăminte, bijuterii și jocuri video. Shannon Farnon, Susan Eisenberg, Maggie Q, Lucy Lawless, Keri Russell, Rosario Dawson, Cobie Smulders, Rachel Kimsey și Stana Katic, printre altele, au oferit vocea personajului pentru adaptări animate. Wonder Woman a fost reprezentată atât în film, cât și la TV, de Cathy Lee Crosby, Lynda Carter, iar în filmele din DC Extended Universe de Gal Gadot.
Wonder Woman a fost numită al 20-lea cel mai important personaj de benzi desenate, de către revista Empire. A fost clasată pe locul șase în lista „Cele mai sexy 100 de femei din benzile desenate” a Comics Buyer's Guide. În mai 2011, Wonder Woman a ocupat locul cinci în topul IGN al celor mai mari 100 de eroi din toate timpurile.

## Caracterizare
Diana este descrisă ca fiind o atletă, acrobată, luptătoare și strateg, antrenată și experimentată în multe forme antice și moderne de luptă, inclusiv în artele marțiale amazoniene. Cu abilitățile sale dumnezeiești, invulnerabilitate aproape totală, viteză, zbor, vindecare rapidă și semi-imortalitate, virtuozitatea Dianei este sporită. În unele versiuni, mama ei a antrenat-o, ca Wonder Girl, pentru o viitoare carieră drept Wonder Woman. 
Încă de la începuturi, ea este prezentată ca fiind foarte pricepută în folosirea brățărilor sale de amazoană pentru a opri gloanțele, și în mânuirea lasoului său de aur. Batman a numit-o odată „cea mai bună luptătoare corp la corp din lume”. Versiunea modernă a personajului este cunoscută pentru folosirea forței letale atunci când consideră că este necesar. În continuitatea New 52, abilitățile ei superioare de luptă sunt rezultatul pregătirii sale de amazoană, precum și a faptului că a primit pregătire suplimentară de la Ares, zeul războiului, încă din copilărie. Wonder Woman din Epoca de Aur a avut, de asemenea, educație în arte și științe avansate, precum și în psihologie și inteligență emoțională, la fel ca și surorile ei amazoane.

## Publicații

### Epoca de Aur

Femeia Fantastică pe coperta revistei Sensation Comics #4, aprilie 1942

Inițial, Wonder Woman a fost o campioană amazoană care a câștigat dreptul de a-l readuce pe Steve Trevor - un ofițer de informații al Statelor Unite al cărui avion se prăbușise pe insula izolată a Amazoanelor - în „Lumea oamenilor”, și de a lupta împotriva criminalității și a răului naziștilor.
În această perioadă, Wonder Woman s-a alăturat Societății Dreptății din America ca secretară a echipei.

### Epoca de Argint
În timpul Epocii de Argint, sub conducerea scriitorului Robert Kanigher, originea Femeii Minune a fost revizuită, împreună cu cea a altor personaje. Noua poveste de origine a sporit rădăcinile elene și mitologice ale personajului: primind binecuvântarea fiecărei zeități încă din leagăn, Diana este destinată să devină „frumoasă ca Afrodita, înțeleaptă ca Atena, puternică ca Hercule și iute ca Hermes”.
La sfârșitul anilor 1960, sub îndrumarea lui Mike Sekowsky, Wonder Woman a renunțat la puterile sale pentru a rămâne în Lumea oamenilor, în loc să-și însoțească colegele sale amazoane într-o altă dimensiune. Wonder Woman începe să folosească pseudonimul Diana Prince și deschide un butic de modă. Ea dobândește un mentor chinez pe nume I Ching, care o învață pe Diana arte marțiale și abilități în domeniul armelor. Folosindu-și abilitățile de luptă în locul puterilor sale, Diana se angajează în aventuri care cuprind o varietate de genuri, de la spionaj la mitologie. Această fază a poveștii sale a fost direct influențată de thrillerul britanic de spionaj Răzbunătorii și de interpretarea Dianei Rigg a personajului Emma Peel.

### Epoca de Bronz
La începutul anilor 1970, personajul a revenit la rădăcinile sale de supererou în Liga Dreptății din America și la epoca celui de-al Doilea Război Mondial. Acest lucru s-a datorat popularității serialului TV de la acea vreme, care o avea pe Wonder Woman plasată în epoca celui de-al Doilea Război Mondial. Personajul a fost adus în epoca anilor 1970 odată ce serialul TV a făcut același lucru.
Odată cu sosirea unui nou deceniu, președinta DC, Jenette Kahn, a ordonat o reînnoire a aspectului lui Wonder Woman. Artistul Milton Glaser, care a proiectat și logo-ul „bullet” adoptat de DC în 1977, a creat o emblemă stilizată „WW” care a evocat și înlocuit vulturul din corsetul ei, și care a debutat în 1982.

### Epoca modernă
În urma seriei Crisis on Infinite Earths din 1985, George Pérez, Len Wein și Greg Potter au rescris povestea de origine a personajului, prezentând-o pe Wonder Woman ca emisar și ambasador din Themyscira în Lumea Patriarhului, însărcinată cu misiunea de a aduce pacea în lumea exterioară. Pérez a încorporat o varietate de zeități și concepte din mitologia greacă în poveștile și originea lui Wonder Woman. Interpretarea sa a personajului a acționat ca fundație pentru poveștile moderne ale Femeii Minune, deoarece a extins originea larg acceptată a Dianei care a fost născută din lut. Relansarea a fost un succes critic și comercial.

## Adaptări
De la debutul său în benzile desenate, în octombrie 1941, Femeia Fantastică a devenit un simbol omniprezent în cultura populară. În artele plastice, începând cu anii 1960 și perioada Pop art, personajul a fost „însușit” de mai mulți creatori, și încorporat în opere de artă contemporană, în special de către Andy Warhol, Roy Lichtenstein, Mel Ramos, Houben R.T. și Dulce Pinzon.

### Televiziune
Wonder Woman a avut mai multe apariții în televiziune, de-a lungul mai multor decenii, inclusiv în filmul de televiziune Wonder Woman (1974), și, mai ales, în serialul Wonder Woman (1975-1979), în care rolul principal a fost interpretat de Lynda Carter. Dintre serialele de animație se remarcă producția de lungă durată Super Friends (1973-1986) a Hanna-Barbera, în care Wonder Woman a apărut alături de mulți alți membri ai Ligii Dreptății, de obicei înfruntând membrii Legion of Doom, și mai ales în serialul Justice League (2001-2004) și în continuarea sa, Justice League Unlimited (2004-2006).
În serialul DC Super Hero Girls (2019-2021), Wonder Woman este prezentată ca o elevă adolescentă la Liceul Metropolis. Aici, ea este prietenă cu multe alte personaje DC, cum ar fi Batgirl, Killer Frost, Hawkgirl, Big Barda, Miss Marțian, Beast Boy, Supergirl, Harley Quinn, Poison Ivy, Katana, și este cea mai bună prietenă a lui Bumblebee. Ea are și dușmani la această școală, unii dintre ei fiind Cheetah, Lena Luthor și Giganta.

### Film
Wonder Woman a apărut într-o mulțime de filme de animație direct-pe-video care fac parte din universul de filme de animație DC (DCAMU), printre care se numără Justice League: The Flashpoint Paradox (2013), Justice League: Throne of Atlantis (2015) și Justice League Dark: Apokolips War (2021). De asemenea, există și alte filme direct-to-video în care apare personajul, ce nu fac parte din DCAMU, inclusiv Injustice (2021), Justice League: Gods and Monsters (2015), și Justice League: The New Frontier (2008), alături de câteva lansări cinematografice CGI, cum ar fi The Lego Movie (2014) și The Lego Batman Movie (2017).
În cadrul filmelor live-action din cadrul DC Extended Universe (DCEU), Wonder Woman a debutat în Batman v Superman: Dawn of Justice (2016), interpretată de Gal Gadot, și a reapărut în Wonder Woman (2017) și continuarea sa, Wonder Woman 1984 (2020), precum și în Justice League (2017) și versiunea sa regizorală (2021), și a avut apariții cameo în Shazam! Fury of the Gods și The Flash (ambele în 2023).
Filmul din 2017 Professor Marston and the Wonder Women spune povestea relației poliamoroase dintre William Moulton Marston, soția sa, Elizabeth Holloway Marston, și iubita lor, Olive Byrne, invenția testului poligraf și modul în care au inspirat crearea benzii desenate Wonder Woman.

## Impact

### Feminism

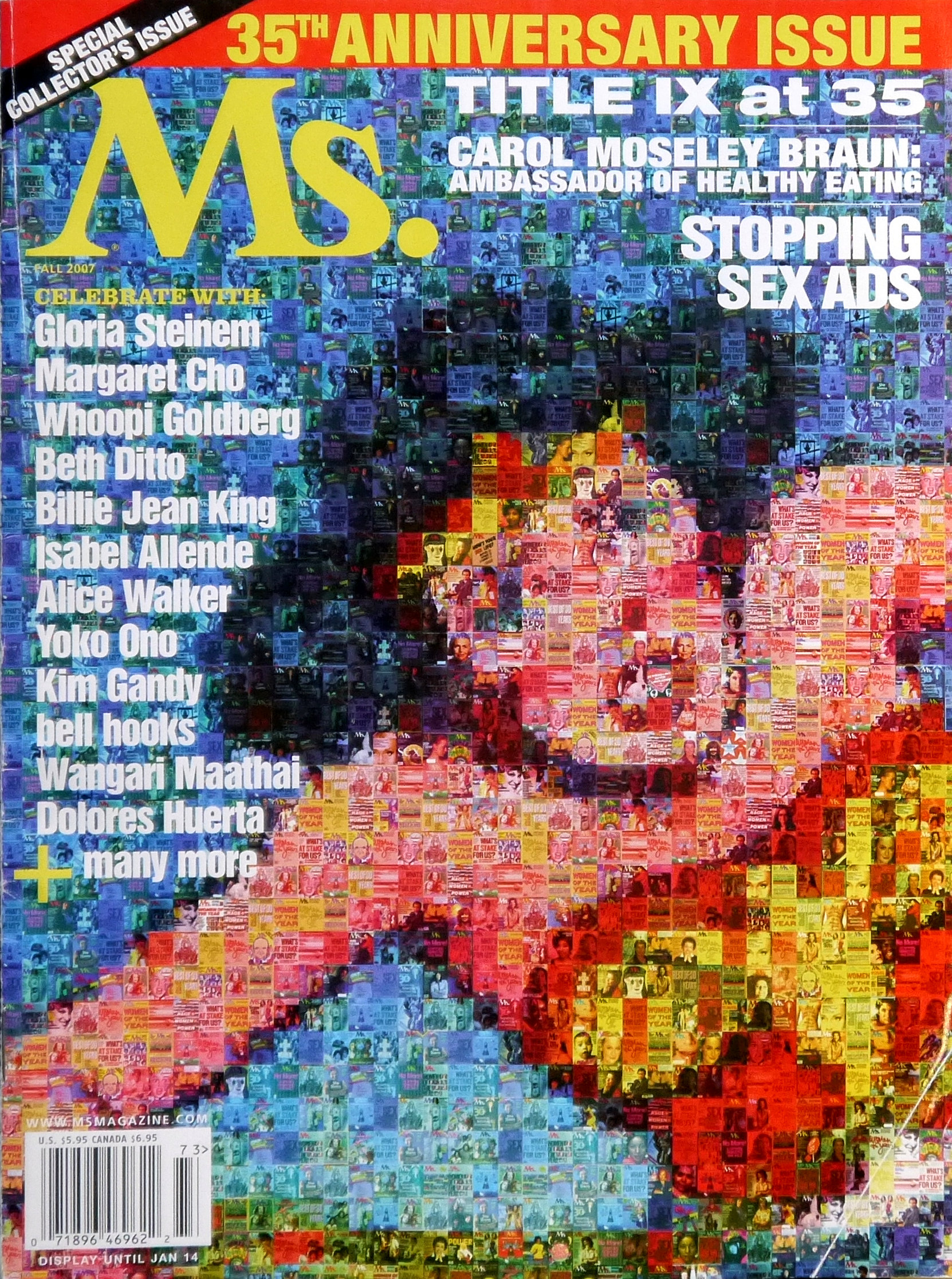
Femeia Fantastică pe coperta revistei Ms., 2007

Autoarea și activista feministă Gloria Steinem, fondatoare a revistei Ms., a fost responsabilă pentru revenirea la abilitățile originale ale Femeii Minune. Ofensată de faptul că cea mai faimoasă supereroină feminină fusese depoderată și transformată într-o domnișoară la ananghie obsedată de iubiți, Steinem a plasat-o pe Wonder Woman (în costum) pe coperta primului număr al revistei Ms. (1972) - Warner Communications, proprietarul DC Comics, era un investitor - care conținea și un eseu apreciativ despre personaj. Puterile și costumul tradițional al Wonder Woman au fost restabilite în numărul 204 (ianuarie-februarie 1973).
Semnificația originală a Wonder Woman a avut intenția de a influența multe femei de toate vârstele, prezentând forțele fizice și mentale, valorile și atributele etice pe care nu doar bărbații le dobândesc. „Wonder Woman simbolizează multe dintre valorile culturii feminine pe care feministele încearcă acum să le introducă în cultura generală: puterea și încrederea în sine a femeilor; sorgintea și sprijinul reciproc între femei; pacea și stima față de viața umană; diminuarea atât a agresivității „masculine”, cât și a credinței că violența este singura cale de rezolvare a conflictelor”, scria Steinem la vremea respectivă.
Originea Femeii Minune și raționamentul psihologic din spatele motivelor pentru care William Morton Marston a creat-o, în felul în care a făcut-o, au ilustrat valorile lui educaționale, etice și morale.
În 2015, Wonder Woman a devenit primul supererou care a oficiat o căsătorie între persoane de același sex într-o serie de benzi desenate.